# Гоа (футбольний клуб)
ФК «Гоа» (англ. Football Club Goa) — індійський футбольний клуб з однойменного штату, заснований у 2014 році. Виступає в Суперлізі. Домашні матчі приймає на стадіоні «Фаторда Стедіум», місткістю 18 600 глядачів.

## Досягнення
- Індійська суперліга
  - Переможець: 2019–20
  - Срібний призер: 2015, 2018–19
- Суперк Кубок
  - Володар: 2019, 2025